# Genève Natation 1885

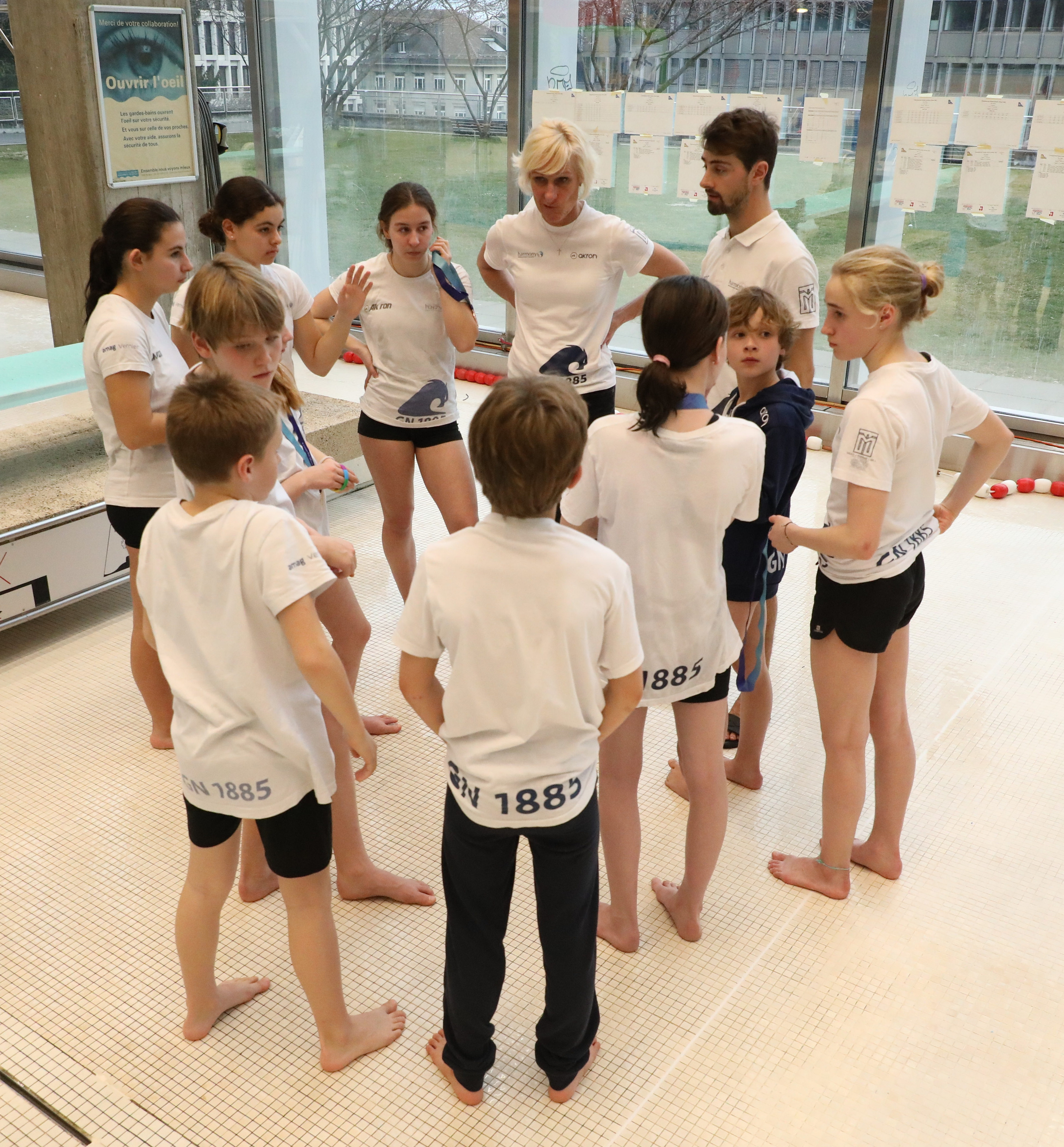
Club Genève Natation 1885

Genève Natation 1885, abrégé GN 1885, est un club suisse de natation basé à Genève.

## Historique
Le club est fondé en 1885.

## Organisation
La structure actuelle du club est la suivante:
- École de natation (enfants et adultes)
- Natation sportive
- Natation synchronisée
- Plongeon
- Water-polo